# نامه به ممفیس
نامه به ممفیس (به انگلیسی: Letter to Memphis) تک‌آهنگی از پیکسیز، گروه آلترنیتیو راک آمریکایی است. این ترانه در آلبوم دنیا رو خر کن قرار دارد. از این ترانه به عنوان یک ترانه عاشقانه غم‌آنگیز یاد می‌شود که موضوع آن در مورد نامه‌ای است که بلک فرانسیس (خواننده اصلی گروه) موفق به نوشتن آن نشد. از این آهنگ به عنوان اهنگی نام برده می‌شود «که در ذهن باقی می‌ماند» خصوصاً اشعار آن «سعی در جذب شما دارند». این آهنگ قرار بوده برداشتی از طرف فرانسیس از آهنگ ممفیس، تنسی چاک بری باشد. یک نسخه بی‌کلام از این آهنگ به عنوان یک ترانه پشت‌صفحه‌ای در تک‌آهنگ الک ایفل گنجانده شده‌است که بعدها هم همین نسخه بی‌کلام به عنوان آخرین ترک در آلبوم تمام ترانه‌های پشت‌صفحه‌ای منتشر شد.